# François Flameng
François Flameng (n. 6 decembrie 1856, Paris, Franța – d. 28 februarie 1923, Paris, Île-de-France, Franța) a fost un pictor francez remarcabil în ultimul sfert al secolului al XIX-lea și primul sfert al secolului al XX-lea. A fost fiul lui Léopold Flameng⁠(d), un renumit tipograf, și a primit o educație de primă mână în meseria sa.

## Operă
Inițial, Flameng a fostrenume pentru tablourile pe pteme istorice și portrete și a devenit profesor la Academia de Arte Frumoase. A decorat clădiri civice importante, precum Sorbona și Opera Comique⁠(d), și a realizat și lucrări publicitare. Flameng a primit cea mai înaltă distincție civilă a Franței, Legiunea de onoare, și a proiectat primele bancnote ale Franței. De asemenea, a fost numit Comandant onorific al Ordinului Regal Victorian.
Mai târziu, Flameng a fost renumit pentru picturile sale din Primul Război Mondial. A fost numit președinte de onoare al Societății Pictorilor Militari și acreditat ca documentar pentru Ministerul de Război. Lucrările sale au fost expuse în Hôtel des Invalides din Paris, fiind, de asemenea, reproduse în reviste de știri. La momentul în care au fost pictate, picturile de război ale lui Flameng au fost luate în derâdere de mulți critici pentru că erau prea realiste și nu includeau dramatismul eroic (deși picturile sale par romantice pentru cei care au văzut fotografii cu genocid și război nuclear).
Majoritatea picturilor sale de război au fost donate Muzeului Armatei în 1920. În 1919 a fost ales în Academia Națională de Design ca academician corespondent de onoare.

## Căsătoria, familia și prietenii

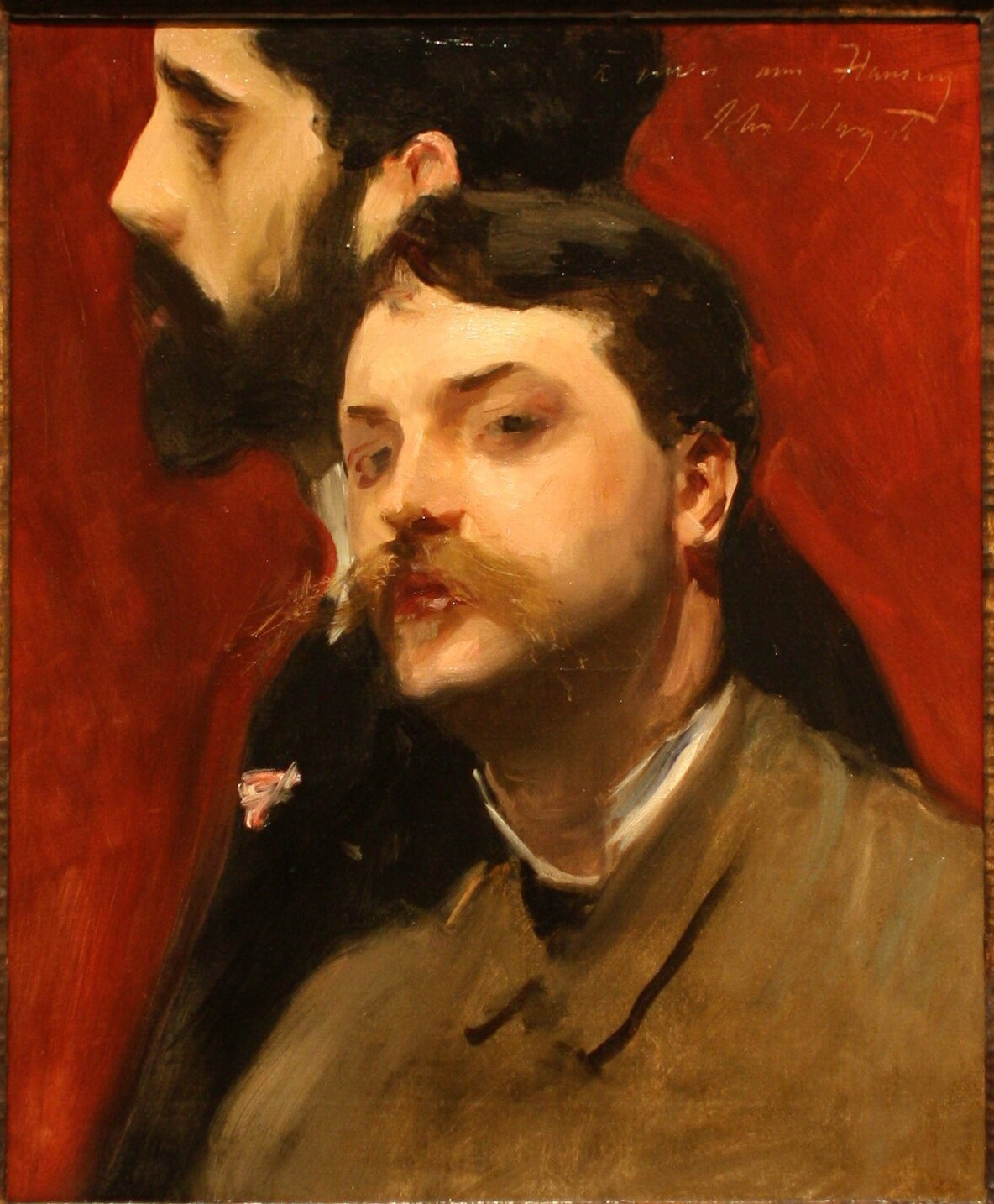
Francois Flameng și Paul Helleu, John Singer Sargent, 1882-1885

Flameng s-a căsătorit cu Marguerite Henriette Augusta Turquet (1863–?) la Neuilly-sur-Seine la 30 noiembrie 1881. Fiica lor, Marie,⁠(d) s-a căsătorit cu vedeta de tenis Max Decugis, pe care Flameng l-a pictat de asemena.
François Flameng a fost un prieten cu John Singer Sargent, care i-a pictat portretul, a călătorit cu Jean-Léon Gérôme și Victor Clairin în Italia și l-a îndrumat pe Paul-Émile Bécat⁠(d).

## Galerie

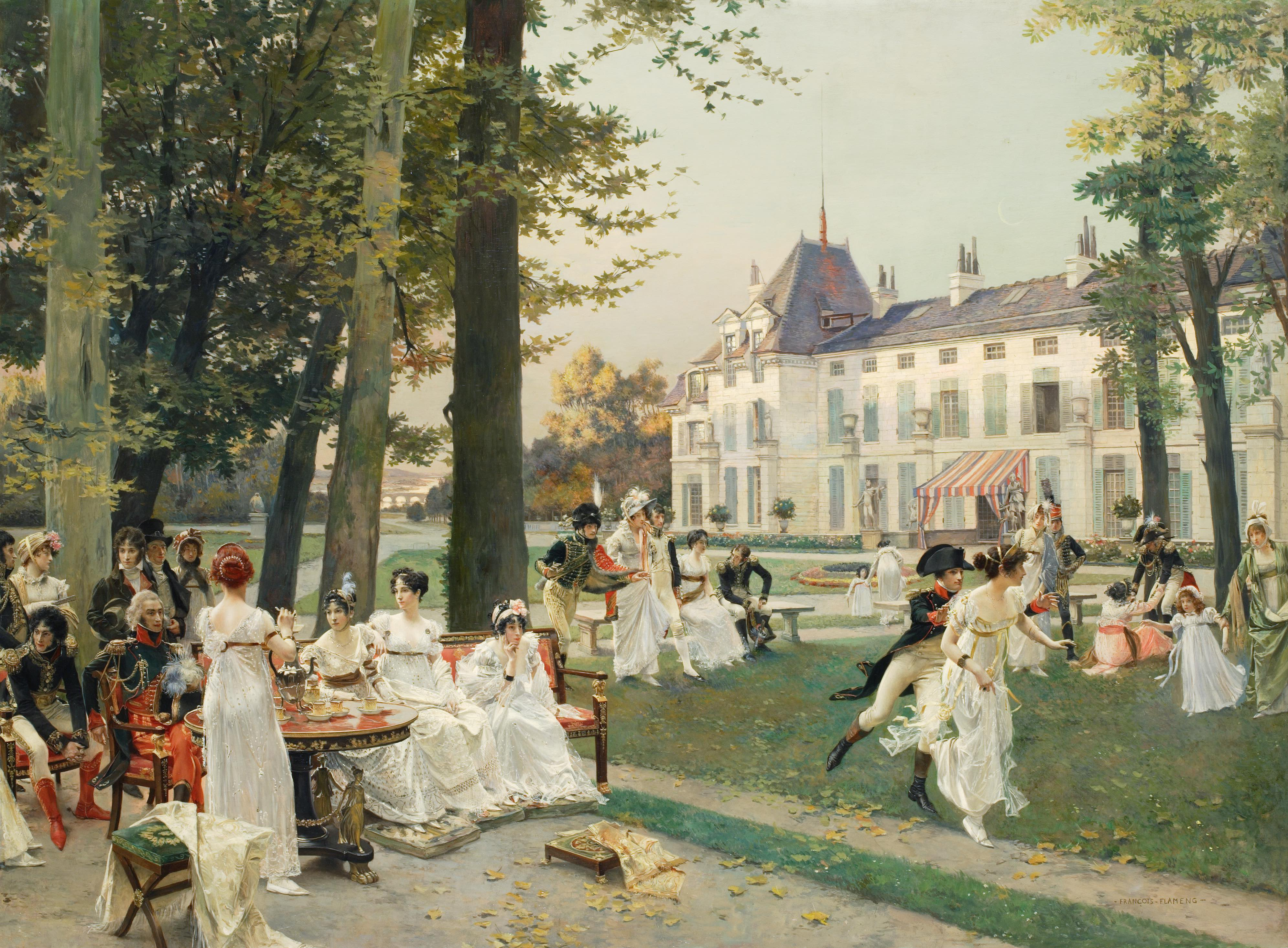
Recepție la Malmaison în 1802 (circa 1894)
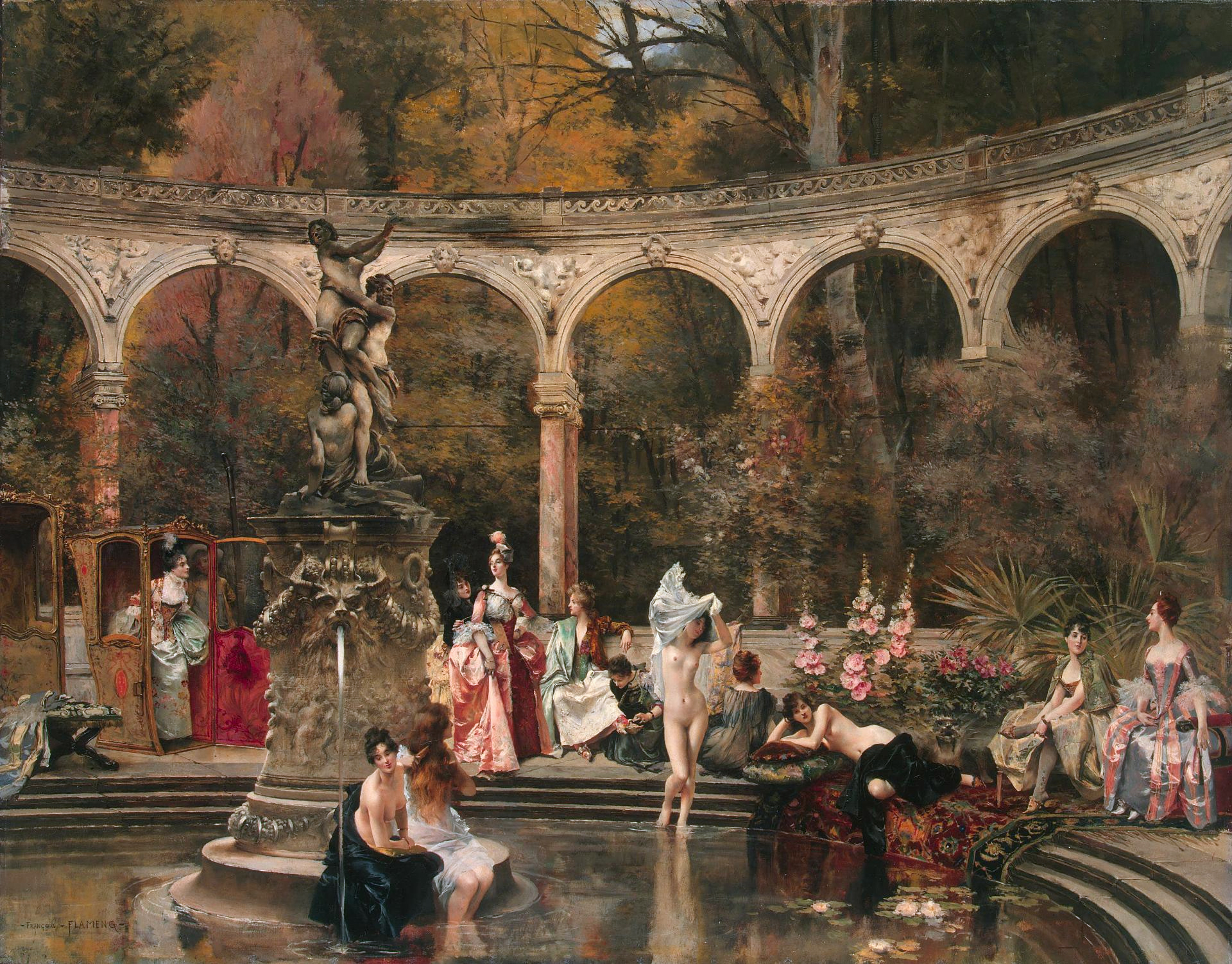
Doamnele Curții la scăldat în secolul al XVIII-lea (1888)
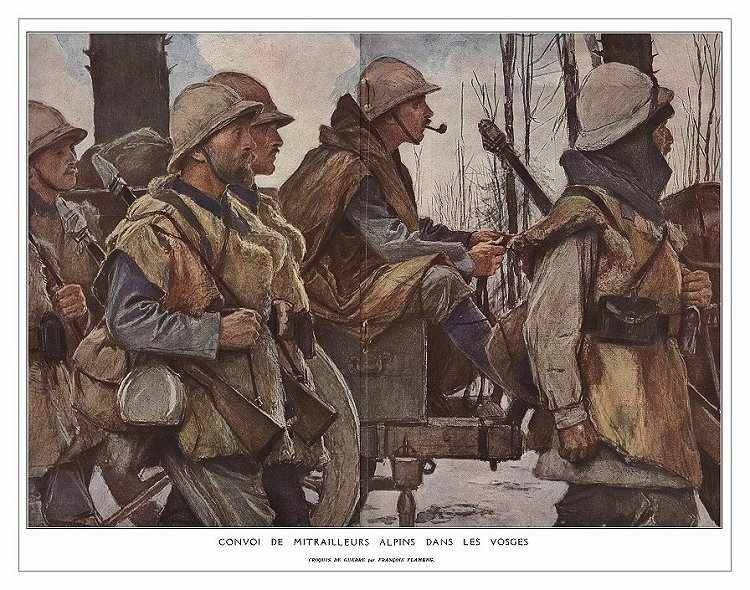
O companie de mitralieră a vânătorilor de munte în peisajul sterp de iarnă din Vosgi
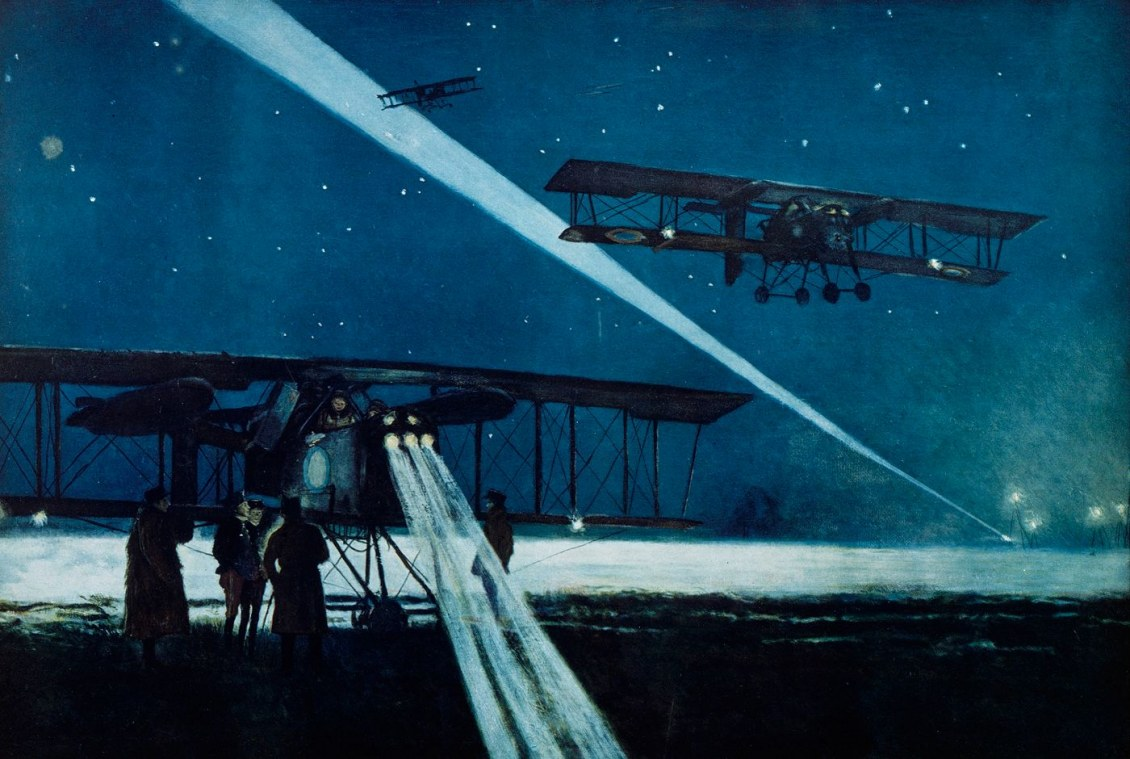
Retour d'un vol de nuit sur avions "Voisin" de bombardement (1918)
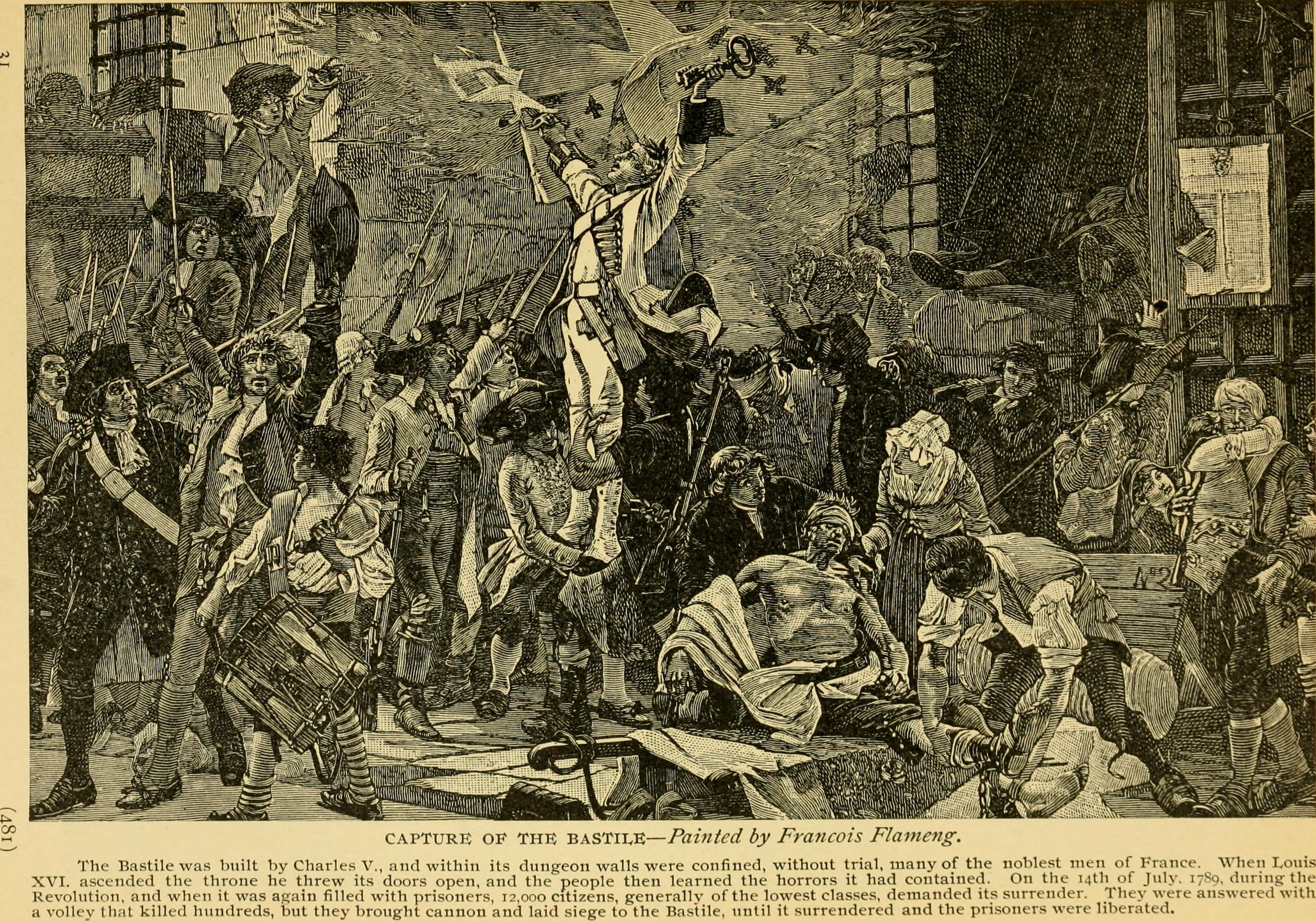
Calea vieții la care se adaugă o biografie a doctorului Talmage (1888)
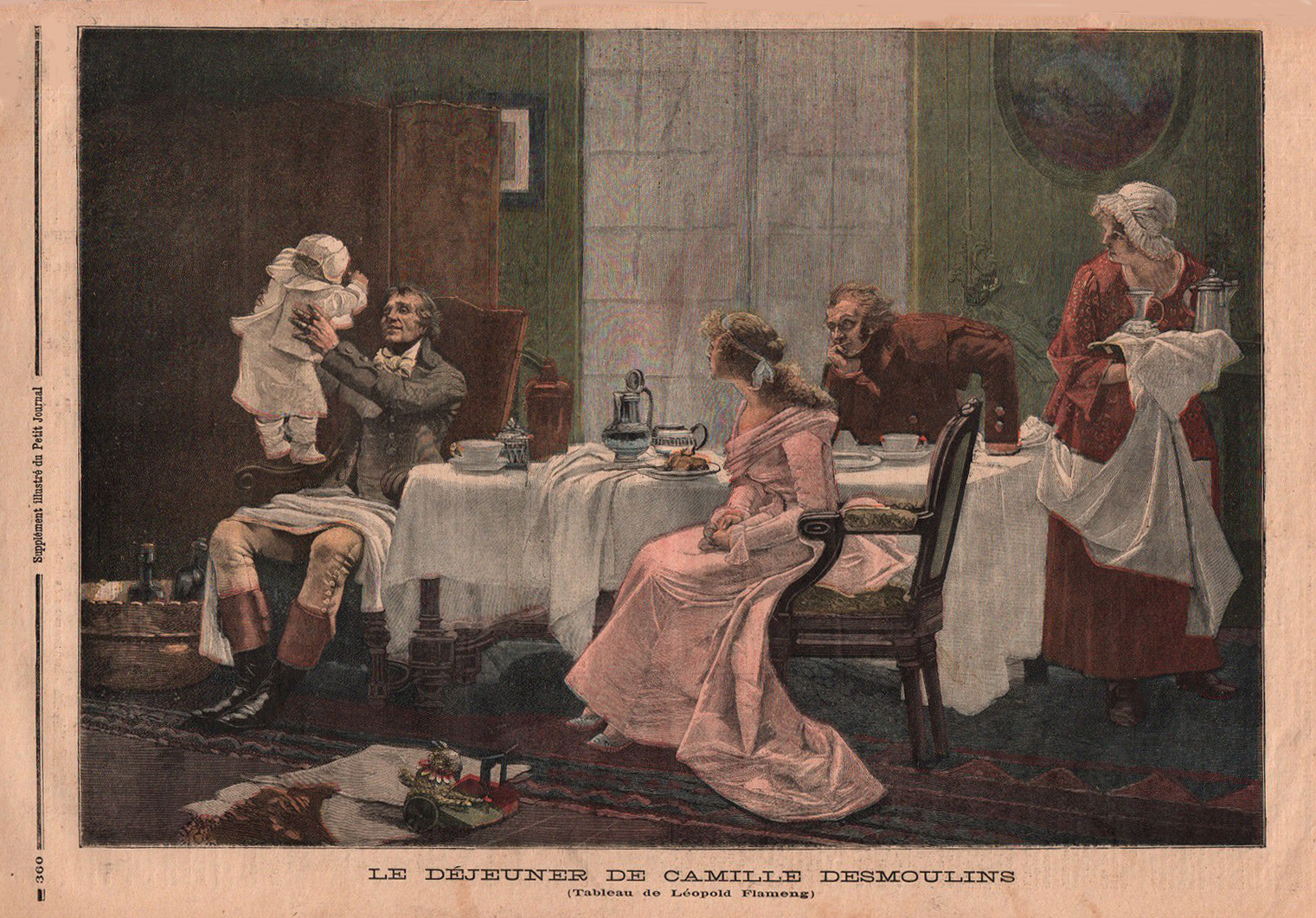
Le déjeuner de Camille Desmoulins, tablou de François Flameng reprodus în Supplement illustré du Petit Journal (5 noiembrie 1892).
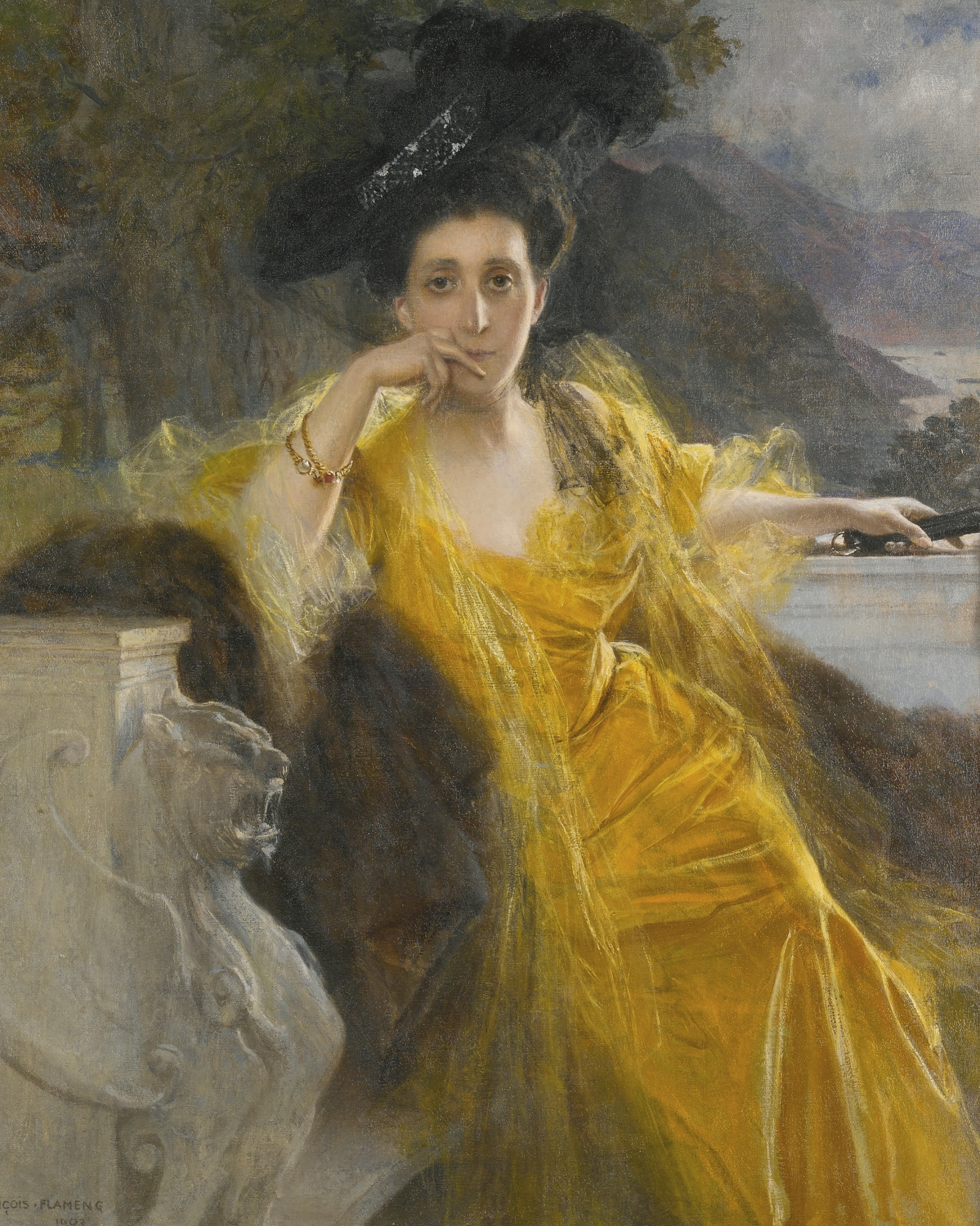
Doamna Marie-Louise Fould, născută Heine (1903)
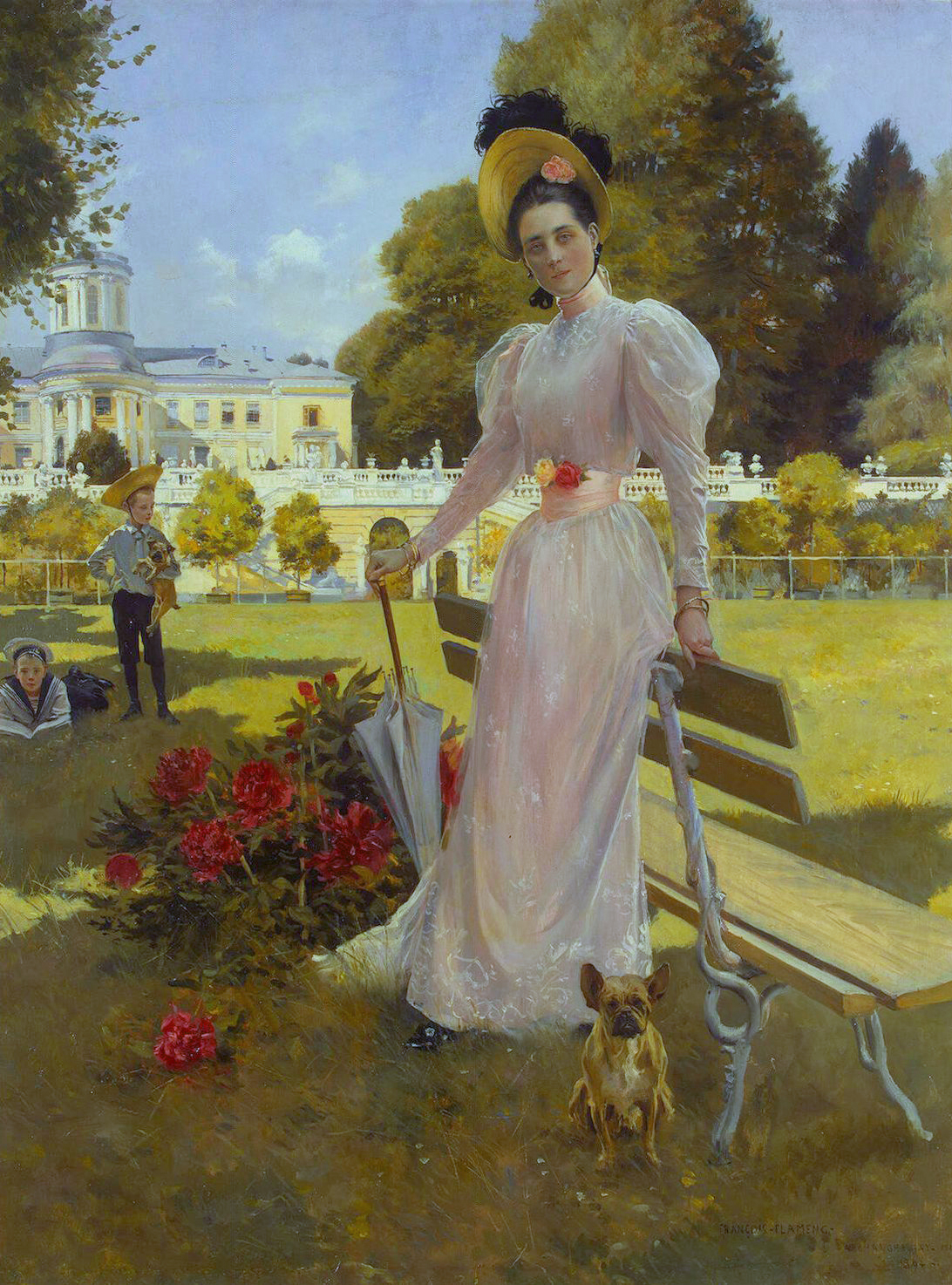
Portretul prințesei Zinaida N. Iusupova cu doi fii la Arhangelskoe (1894)
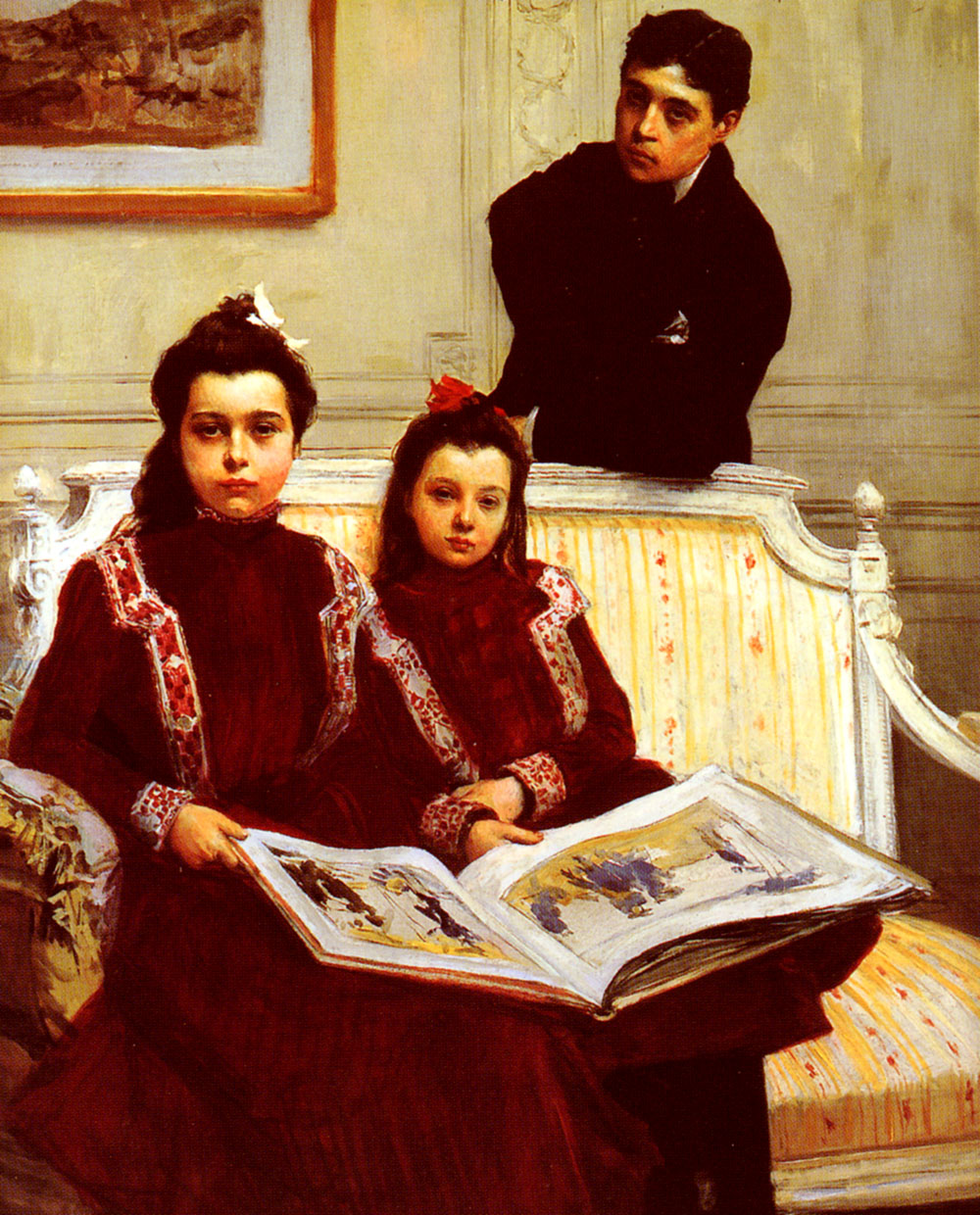
Frați și surori sau posibil Cartea cu imagini sau eventual Portretul de familie al unui băiat și a celor două surori ale sale admirând o carte cu schițe (1900)

## Lucrări
Portretele lui Flameng includ:
- Portretul de familie al unui băiat și al celor două surori ale lui
- Frumusețe la modă
- Portretul unei fete care ține în mână cei doi elefanți de jucărie
- Portretul lui Auguste Rodin
- Două portrete ale Prințesei Zinaida Iusupova în Arhangelskoe
- Portretul lui Elsie Salomon Duveen, soția comerciantului de artă Joseph Duveen⁠(d), un oval în Galeria de Artă Ferens, Kingston-upon-Hull.
- Portretul reginei Alexandra, consoarta regelui Eduard al VII-lea, așezată în picioare, în Salonul Alb de la Palatul Buckingham.

Picturile cu teme istorice ale lui Flameng au inclus:
- Carnavalul, Veneția
- Doamnele Curții la scăldat în secolul al XVIII-lea
- Grolier in the House of Aldus (la Grolier Club din New York)
- Molière cerând o audiență la regele Ludovic al XIV-lea la Versailles
- Napoléon studiind istoria militară
- Recepție la Malmaison, 1802

Picturile din primul război mondial includ:
- O companie de mitralieră a vânătorilor de munte în peisajul sterp de iarnă din Vosgi
- Bătălia de la Yser din 1914
- Măgarul, Somme, 1916
- Frontul uitat
- Artilerie grea pe calea ferată, octombrie 1916